# .htaccess

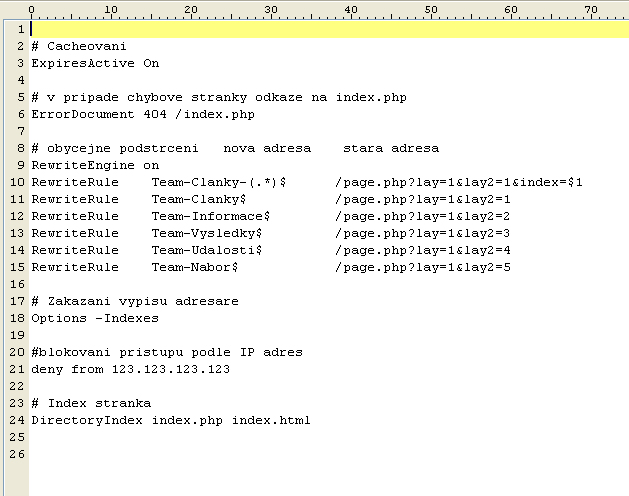
کد های موجود در فایل .htaccess

### مقدمه
در دنیای وب، داشتن آدرس‌های کوتاه، خوانا و بهینه برای موتورهای جستجو یکی از عوامل کلیدی در موفقیت یک وب‌سایت است. بسیاری از سیستم‌های مدیریت محتوا (CMS) مانند وردپرس، جوملا و دروپال، به‌طور پیش‌فرض از آدرس‌های طولانی و پیچیده‌ای استفاده می‌کنند که برای کاربران و موتورهای جستجو چندان جذاب نیستند. اما خوشبختانه، راهکاری ساده برای بهینه‌سازی این آدرس‌ها وجود دارد: فایل .htaccess.

### فایل .htaccess چیست؟
.htaccess مخفف HyperText Access است و فایلی متنی است که در وب‌سرورهای Apache و LiteSpeed برای اعمال تنظیمات مختلف استفاده می‌شود. این فایل می‌تواند بدون نیاز به تغییر در تنظیمات اصلی سرور، قابلیت‌هایی مانند بازنویسی آدرس‌ها (URL Rewriting)، تغییر مسیرها (Redirects)، افزایش امنیت، فعال‌سازی کش مرورگر و بهینه‌سازی سرعت سایت را فعال کند.

### اهمیت.htaccessدر سئو و بهینه‌سازی آدرس‌ها
یکی از مهم‌ترین کاربردهای .htaccess در CMSها، بهینه‌سازی آدرس‌های وب (SEO-Friendly URLs) است. بسیاری از سایت‌ها به‌طور پیش‌فرض دارای لینک‌هایی با پارامترهای پیچیده هستند که هم خوانایی پایینی دارند و هم تأثیر منفی بر سئو دارند.
قبل از فعال‌سازی .htaccess
```
https://example.com/index.php?page=article&id=25
```

بعد از فعال‌سازی .htaccess و قوانین بازنویسی
```
https://example.com/article/my-awesome-post
```

همان‌طور که مشاهده می‌شود، نسخه دوم هم خواناتر است و هم از نظر موتورهای جستجو قابل فهم‌تر، که در نهایت منجر به بهبود رتبه سایت می‌شود.

### نحوه فعال‌سازی.htaccessبرای بهینه‌سازی آدرس‌ها
در بیشتر CMSها، فایلی با نام htaccess.txt وجود دارد که به‌صورت پیش‌فرض غیرفعال است. برای فعال‌سازی تنظیمات مرتبط با آدرس‌های بهینه، کافی است نام این فایل را به .htaccess تغییر دهید. همچنین، می‌توان دستورات زیر را برای بازنویسی آدرس‌ها در این فایل اضافه کرد:
```
RewriteEngine On
RewriteRule ^article/([a-zA-Z0-9-]+)$ article.php?title=$1 [L,QSA]
```

این کد باعث می‌شود آدرس‌های دارای ساختار /article/my-post به‌طور خودکار به article.php?title=my-post تبدیل شوند، بدون آنکه کاربران متوجه شوند.

### مزایای استفاده از.htaccessدر بهینه‌سازی آدرس‌ها
✅ بهبود سئو: لینک‌های تمیز و خوانا باعث بهبود رتبه در گوگل می‌شوند.
✅ افزایش تجربه کاربری: کاربران راحت‌تر می‌توانند لینک‌ها را به خاطر بسپارند و به اشتراک بگذارند.
✅ امنیت بیشتر: پارامترهای URL که ممکن است اطلاعات حساس را فاش کنند، مخفی می‌شوند.
✅ افزایش نرخ کلیک (CTR): کاربران تمایل بیشتری به کلیک روی لینک‌های کوتاه و توصیفی دارند.
فایل .htaccess یک ابزار قدرتمند برای مدیران وب‌سایت‌هاست که می‌تواند به سادگی و بدون نیاز به تغییر در تنظیمات اصلی سرور، آدرس‌های وب را بهینه کند. این بهینه‌سازی نه‌تنها به بهبود تجربه کاربری کمک می‌کند، بلکه باعث افزایش سئو و دیده شدن بیشتر وب‌سایت در موتورهای جستجو خواهد شد. بنابراین، اگر هنوز از این قابلیت استفاده نمی‌کنید، بهتر است همین حالا آن را فعال کنید!